# Magic Camp
Pour plus de détails, voir Fiche technique et Distribution.
Magic Camp est un film américain réalisé par Mark Waters, sorti en 2020.

## Synopsis
Andy Duckerman, un prestidigitateur sur le déclin, accepte à contrecœur d'encadrer un groupe d'enfants dans un camp d'initiation à la magie. Theo Moses, un aspirant prestidigitateur, arrive au camp et doit faire face au deuil de son père.

## Fiche technique
- Titre : Magic Camp
- Réalisation : Mark Waters
- Scénario : Micah Fitzerman-Blue, Noah Harpster, Matt Spicer, Max Winkler, Dan Gregor, Doug Mand, Gabe Sachs et Jeff Judah
- Musique : Rolfe Kent
- Photographie : Theo van de Sande
- Montage : Bruce Green et Robert Malina
- Production : Suzanne Todd
- Société de production : Gunn Films, Team Todd et Walt Disney Pictures
- Pays :  États-Unis
- Genre : Comédie
- Durée : 100 minutes
- Dates de sortie : 
  - Disney+ : 14 août 2020

## Distribution
- Adam Devine : Andy
- Jeffrey Tambor : Preston
- Gillian Jacobs : Darkwood
- Nathaniel Logan McIntyre : Theo
- Cole Sand : Nathan
- Isabella Crovetti : Ruth
- Josie Totah : Judd
- Izabella Alvarez : Vera
- Hayden Crawford : Vic
- Bianca Grava : Janelle
- Aldis Hodge : le père de Theo
- Rochelle Aytes : la mère de Theo
- Krystal Joy Brown : Lena
- Desmond Chiam : Xerxes
- Lonnie Chavis : Cameron
- Riley Siegler : Randall

## Accueil
Le film a reçu un accueil défavorable de la critique. Il obtient un score moyen de 38 % sur Rotten Tomatoes.